# IC 4272
IC 4272 је спирална галаксија у сазвјежђу Хидра која се налази на листи објеката дубоког неба у Индекс каталогу.
Деклинација објекта је - 29° 57' 24" а ректасцензија 13h 31m 16,4s. Привидна величина (магнитуда) објекта IC 4272 износи 14,8 а фотографска магнитуда 15,6. IC 4272 је још познат и под ознакама ESO 444-63, IRAS 13284-2941, PGC 47533.